# أمير حسين صادقي

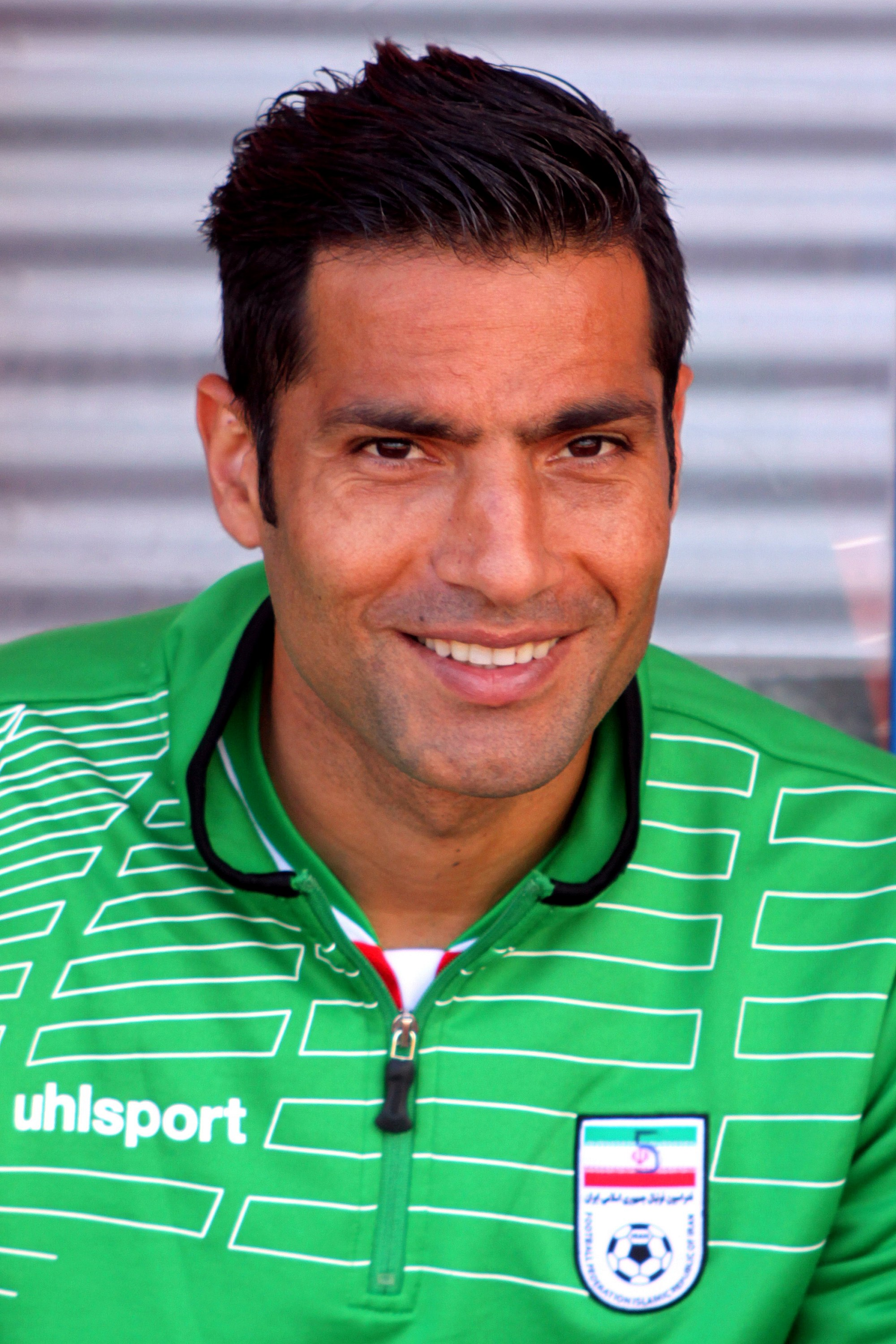
صادقي في مباراته مع أنغولا سنة 2014م

أمير حسين صادقي، من مواليد 6 سبتمبر 1981 في طهران في إيران، لاعب كرة قدم إيراني. بدأ مسيرته الكروية مع نادي الأستقلال في عام 2003، وهو يلعب معهم حتى الآن.

## المنتخب الإيراني
لعب مع المنتخب القومي الإيراني منذ عام 2005م، كما سجل الحارس أمير حسين في مرمى المنتخب اللبناني ضمن تصفيات كأس آسيا 2004م.